# Armónico
Un armónico est un instrument de musique inventé par le musicien cubain Compay Segundo en 1924.
Son idée était d'associer les qualités de la guitare et du tres par l'ajout d'une septième corde.

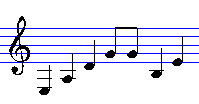